# Hani Furstenberg
Hani Furstenberg (hebreu: חני פירסטנברג‎; nascuda el 14 de setembre de 1979) és una actriu i cantant israeliana i estatunidenca, potser més coneguda a Israel pel seu treball a les pel·lícules Yossi & Jagger i Medurat Ha-Shevet i internacionalment pel seu paper a The Loneliest Planet.

## Primers anys
Furstenberg va néixer a Israel en una família d'origen jueu asquenazites. Es va traslladar a la ciutat de Nova York quan tenia sis setmanes i hi va viure fins que la seva família va tornar a Israel quan ella tenia 16 anys.

## Carrera
A Israel, Furstenberg va guanyar notorietat pel seu paper de Lilach al drama de televisió The Bourgeoisie (HaBurganim) i des de llavors ha protagonitzat nombroses obres de teatre i sèries de televisió israelianes, inclosa la segona temporada de False Flag ai a la segona temporada d' American Gods  com la loa, Maman Brigitte, l'esposa del baró Samedi del vudú haitià.
Va fer el seu debut a Broadway el desembre de 2014 interpretant a Fraulein Kost a Cabaret.
Furstenberg s'ha fet coneguda internacionalment per la seva actuació a la pel·lícula premiada The Loneliest Planet. El 2019, va protagonitzar The Golem d'Epic Pictures.

## Vida personal
Des del 2010, resideix als Estats Units amb el seu marit israelià Ido Heskia i la seva filla.

## Premis
Va rebre el Premi a la millor interpretació femenina a la XXVI edició de la Mostra de València per Medurat Ha-Shevet.

## Filmografia (parcial)
- 2000: Ha-Burganim (sèrie)
- 2001: Ras Pina
- 2002: Yossi & Jagger
- 2004: Medurat Ha-Shevet
- 2005: CSI: Crime Scene Investigation (sèrie)
- 2008: Halakeh
- 2011: The Loneliest Planet
- 2012: Law & Order (sèrie)
- 2013: Makimi (sèrie)
- 2018: American Gods
- 2018: The Golem